# 伊丹健治
伊丹 健治（いたみ けんじ、1988年9月15日 - ）は、群馬県出身の元自転車競技選手である。

## 経歴
前橋育英高校自転車競技部出身で、高校卒業後すぐにブリヂストン・アンカーに入る。
主にフランスのアマチュアレースなどを転戦し、USSAパヴィリー・バルンタンにも所属した。
2008年はジャパンカップの下位カテゴリーであるオープン男子で優勝する。
2009年は9月に世界選手権U23の代表に選出され出場する（結果はリタイア）。さらに11月にツール・ド・おきなわ第2ステージで逃げ切り勝利。同時に総合優勝を飾った。
2015年に新しくできたキナンサイクリングチームに移籍。
2016年を最後に現役引退。

## 主な成績
- 2006
  - 修善寺カップ 優勝
  - 三笠宮杯ツール・ド・とうほく 総合2位
  - 全国高等学校総合体育大会自転車競技大会・ロードレース 4位
  - ジロ・デ・バジリカータ 総合6位
- 2007
  - フランスナショナル・レジョナルカテゴリー 2勝
- 2008
  - ジャパンカップオープンレース 優勝
  - JBCF 輪島ロードレース 4位
  - ツアー・オブ・サウスチャイナシー 総合9位
- 2009
  - ツール・ド・おきなわ 区間1勝（第2）、総合優勝
- 2010
  - ツール・ド・おきなわ 総合2位
  - 熊本国際ロード 10位
  - JBCF 輪島ロードレース 10位
- 2012
  - ツール・ド・北海道 総合7位
- 2013
  - JBCF 栂池高原ヒルクライム 5位
- 2016
  - ツール・ド・フィリピナス 総合8位